# La Veine d'or
Pour plus de détails, voir Fiche technique et Distribution.
La Veine d'or (titre original : La vena d'oro) est un film italien réalisé par Mauro Bolognini sorti en 1955.

## Synopsis
Corrado, seize ans, vit avec sa mère, Teresa, une femme veuve depuis l'âge de vingt ans, qui le couve encore comme un enfant. Le jeune homme en vacances s'ennuie et fait la rencontre de Manfredi, un ingénieur qui s'occupe d'un chantier de fouilles archéologiques. Peu après, Corrado lui fait rencontrer sa mère.

## Fiche technique
- Titre : La Veine d'or
- Titre original : La vena d'oro
- Réalisation : Mauro Bolognini
- Scénario : Mauro Bolognini, Gino De Santis, Jacques Rémy d'après la pièce de théâtre de Guglielmo Zorzi
- Musique : Carlo Rustichelli
- Photographie : Carlo Carlini
- Montage : Roberto Cinquini
- Production : Luigi Carpentieri et Ermanno Donati
- Société de production : Athena Cinematografica et Donati e Carpentieri
- Direction artistique : Alberto Boccianti
- Genre : Drame
- Couleurs : Noir et blanc
- Durée : 86 minutes
- Pays de production :  Italie
- Date de sortie : 
  - Italie : 21 octobre 1955

## Distribution
- Märta Torén : Maria
- Richard Basehart : Ing. Stefano Manfredi
- Titina De Filippo : Teresa
- Mario Girotti : Corrado
- Bianca Maria Ferrari : Carla Albani
- Elsa Vazzoler : Duchesse Giulia Carena
- Hélène Vercors : Signora Albani
- Arturo Bragaglia
- Violetta Napierska : Violetta
- Leonardo Botta : Amico di Corrado
- Henri Vilbert : Dr Albani